# James Boasberg
James Emanuel "Jeb" Boasberg, född 20 februari 1963 är , är en amerikansk jurist och federal domare. 

## Nomineringar och karriär
Boasberg nominerades av USA:s president George W. Bush till att bli domare i District of Columbias appellationsdomstol, där han tjänstgjorde från 2002 till 2011. President Barack Obama nominerade honom till federal domare i United States District Court for the District of Columbia; han bekräftades av senaten i en enhällig omröstning i mars 2011.
USA:s chefsdomare John Roberts utnämnde Boasberg till ledamot av Foreign Intelligence Surveillance Court 2014 där han tjänstgjorde som ordförande 2020–2021. År 2020 utnämndes han till ledamot av Förenta staternas domstol för avlägsnande av utlänningar.